# Bloco do motor
O bloco do motor ou bloco de cilindros é uma peça fundida em ferro ou alumínio que aloja os cilindros de um motor de combustão interna bem como os suportes de apoio da cambota (virabrequim).
O produto da área do pistão pelo curso do mesmo determina a cilindrada do motor.

## Funções

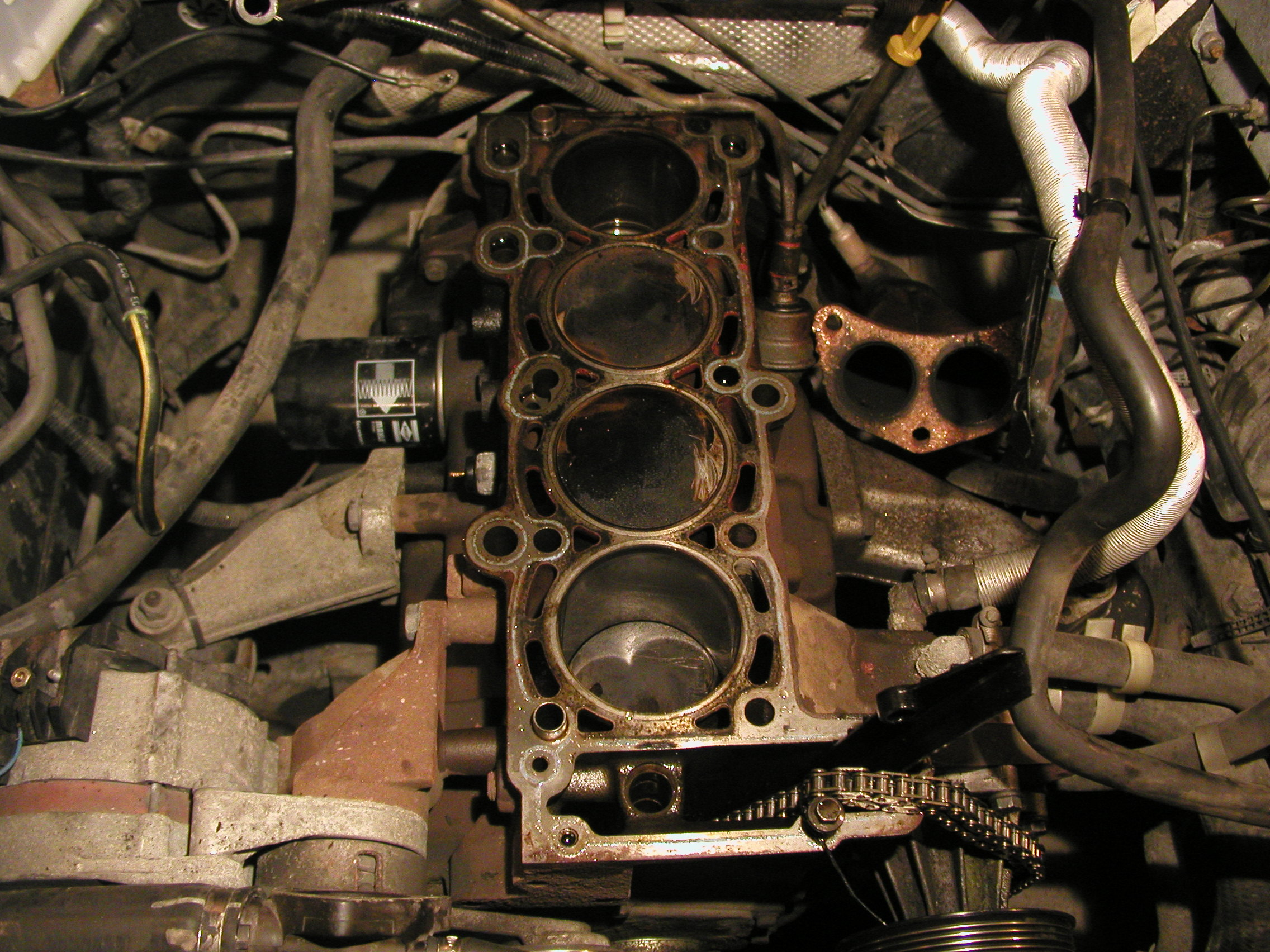
Bloco de um motor Ford de 4 cilindros DOHC, sem o cabeçote.

Além de alojar os cilindros, onde se movimentam os pistões, o bloco motor suporta duas outras peças: o cabeçote do motor na parte superior e o cárter na parte inferior, onde em alguns casos há um cárter superior. O cabeçote do motor é fixado ao bloco através da junta da cabeça atravessada por parafusos de fixação roscados no bloco.
No interior do bloco existem também dutos tubulares através dos quais circula a água de arrefecimento, bem como o óleo de lubrificação cujo filtro também é geralmente fixo à estrutura.
Quando a árvore de cames (ou eixo de comando) não é colocada no cabeçote, existem cavidades atravessadas pelas hastes impulsoras das válvulas.
O bloco tem ligações e aberturas através das quais vários outros dispositivos são controlados através da rotação da árvore de manivela, nomeadamente a bomba de água, bomba de combustível e distribuidor (nos veículos que os possuem).

## Material

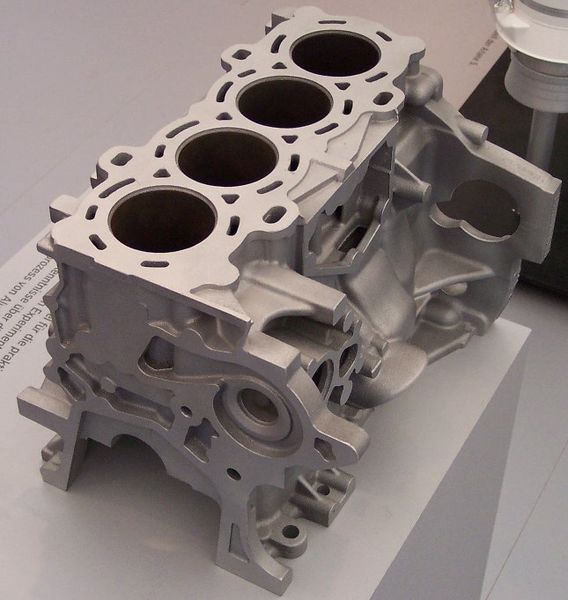
Bloco de um motor de 4 cilindros de alumínio.

O material de que os blocos são construídos tem que permitir a moldagem de todas as aberturas e passagens indispensáveis, como também suportar as elevadas temperaturas geradas pela deflagração do combustível no interior do bloco e permitir a rápida dissipação do calor.
Os materiais mais usados são o ferro fundido e alumínio, este último mais leve e com melhores propriedades dissipadoras, mas de preço mais elevado. Resistindo pior ao atrito dos pistões os blocos de alumínio têm os cilindros normalmente revestidos com camisas de aço.